# Dragobete
Dragobete er en traditionel rumænsk fridag, der fejres den 24. februar. Dragobete var søn af Baba Dochia. 
Det er omkring denne tid, fugle bygger rede og parrer sig og opfattes lokalt som året første forårsdag. På denne dag samler drenge og piger forårsblomter og synger sammen. Unge, ugifte kvinder plejede at indsamle tilbageliggende sne for derefter at smelte den med vand i magiske trylledrikke igennem resten af året. Det er troen, at de, der deltager i skikkene, er beskyttet mod sygdom, især feber, resten af året. Hvis vejret tillader det, samler piger og drenge vintergækker eller andre tidlige forårsplanter. I Rumænien er Dragobete, a la valentinsdag, kendt som de elskendes dag.
I dele af Rumænien er det udbredt tro, at man vil få den dominerende rolle i sit parforhold, hvis man under festlighederne træder sin partner over foden. Dragobeteskikke varierer dog fra region til region.
I naboen Bulgarien bruges overnævnte skik i forbindelse med bryllupper, men ikke Dragobete.